# NGC 1916
NGC 1916 је расејано звездано јато у сазвежђу Златна риба које се налази на NGC листи објеката дубоког неба.
Деклинација објекта је - 69° 24' 25" а ректасцензија 5h 18m 36,5s. Привидна величина (магнитуда) објекта NGC 1916 износи 10,4 а фотографска магнитуда 11,2. NGC 1916 је још познат и под ознакама ESO 56-SC98.